# König Artus und die Heldentaten der Ritter seiner Tafelrunde
König Artus und die Heldentaten der Ritter seiner Tafelrunde oder König Artus (engl. The Acts of King Arthur and His Noble Knights) ist ein Roman, den der Autor John Steinbeck in den Jahren 1956 bis 1959 erarbeitete. Steinbeck nahm sich Thomas Malorys Le Morte Darthur von 1470 zur Grundlage. Das Werk wurde erst posthum 1976 veröffentlicht und ist eine Nacherzählung der mittelalterlichen Erzählungen über König Artus und die Ritter der Tafelrunde in zeitgemäßer Sprache.

## Inhalt
Nach dem Rückzug der Römer sind die Völker Britanniens untereinander zerstritten und werden vor den einfallenden Sachsen und Pikten bedroht. Während das Land darniederliegt, sagt der Magier Merlin König Uther Pendragon einen Sohn mit überragender Macht voraus. Dieser Sohn, Artus, verteidigt sein Land mit Hilfe Merlins und der Ritter der Tafelrunde. Er wird zum Ideal eines gerechten,
friedfertigen Herrschers, der zusammen mit seinen Rittern Turniere bestreitet, verschiedene Abenteuer erlebt und ausschweifende Feste feiert. Als alter Mann wird Artus nach Avalon entrückt.

## John Steinbeck überKönig Artus
„Ich wollte die Saga von König Artus so nacherzählen, wie sie ursprünglich geschrieben wurde, aber in einer unserer Zeit entsprechenden verständlichen Sprache. Ich wollte nichts auslassen und nichts hinzufügen. Wenn mir das gelungen ist, werde ich glücklich und dankbar sein.“